# Гулиев, Али
Али Гулиев (азерб. Əli Quliyev; род. 16 марта 1999, Баку) — азербайджанский профессиональный боец ММА, 5-кратный чемпион Азербайджана, чемпион Баку по грэпплингу, чемпион мира, мастер спорта по ММА и грэпплингу Рекорд ММА 7-0..

## Биография
Али Гулиев родился 16 марта 1999 года в Баку.

## Спортивная карьера
Начал карьеру с кунг-фу, когда ему было 4 года. В 2009 году начал заниматься бадминтоном. Является 5-кратным чемпионом Баку и 3-кратным чемпионом Азербайджана по бадминтону. 
Начал заниматься ММА с 2012 года. В 2015 году выиграл золотую медаль в Стамбуле (Турция). Занял 3-е место на чемпионате мира по грэпплингу (Москва, Россия). 
В настоящее время сражается в организации Brave.